# Alsodes australis
Espèce
Statut de conservation UICN

 DD  : Données insuffisantes
Alsodes australis est une espèce d'amphibiens de la famille des Alsodidae.

## Répartition
Cette espèce est endémique des forêts tempérées de Nothofagus. Elle se rencontre :
- au Chili, dans les régions de Los Lagos, d'Aisén et dans le nord de Magallanes et de l'Antarctique chilien ;
- en Argentine, dans l'extrême ouest des provinces de Neuquén, Río Negro et Chubut. Dans ce pays, elle est présente du niveau de la mer jusqu'à 1 400 m d'altitude.

## Publication originale
- Formas, Úbeda, Cuevas & Nuñez, 1997 : Alsodes australis, a new species of leptodactylid frog from the temperate Nothofagus forest of southern Chile and Argentina. Studies on the neotropical fauna and environment, vol. 32, no 4, p. 200-211.